# 圣于连迪泰鲁
圣于连迪泰鲁（法語：Saint-Julien-du-Terroux，法語發音：[sɛ̃ ʒyljɛ̃ dy tɛʁu]）是法国马耶讷省的一个市镇，位于该省东北部，属于马耶讷区。

## 地理
圣于连迪泰鲁（48°28'45"N, 0°24'34"W）面积11.29 平方千米，位于法国卢瓦尔河地区大区马耶讷省，该省份为法国西北部内陆省份。
与圣于连迪泰鲁接壤的市镇（或旧市镇、城区）包括：谢韦涅迪曼、拉赛堡、马德雷、蒂伯夫、梅乌丹、里沃当代讷。

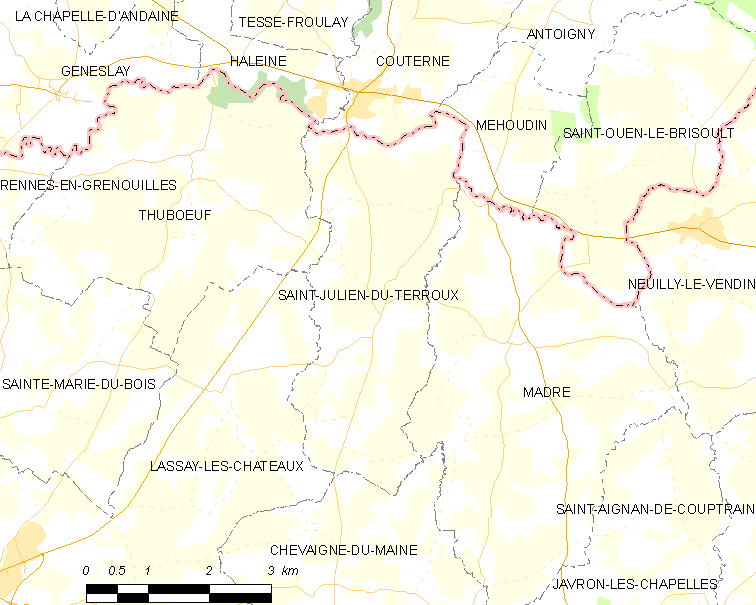
圣于连迪泰鲁的OSM定位图

圣于连迪泰鲁的时区为UTC+01:00、UTC+02:00（夏令时）。

## 行政
圣于连迪泰鲁的邮政编码为53110，INSEE市镇编码为53230。

## 政治
圣于连迪泰鲁所属的省级选区为拉赛堡县。

## 人口

1962-2008年间圣于连迪泰鲁人口变化图示

圣于连迪泰鲁于2022年1月1日时的人口数量为257人。